# Połchowo (Białoruś)
Połchowo (biał. Полхава; ros. Полхово) – wieś na Białorusi, w obwodzie brzeskim, w rejonie pińskim, w sielsowiecie Łopacin.
W dwudziestoleciu międzywojennym leżało w Polsce, w województwie poleskim, w powiecie pińskim, w gminie Lemieszewicze. Po II wojnie światowej w granicach Związku Sowieckiego. Od 1991 w niepodległej Białorusi.